# Franco Cuter
Franco Cuter OFMCap (* 28. Juli 1940 in Gazzaniga; † 28. September 2019 in Varese) war ein italienischer Ordensgeistlicher und römisch-katholischer Bischof von Grajaú in Brasilien.

## Leben
Franco Cuter trat 1957 der Ordensgemeinschaft der Kapuziner in Lovere in der Provinz Bergamo bei. Er empfing nach seiner theologischen Ausbildung am Päpstlichen Antonianum in Rom und einem Philosophiestudium an der Katholischen Universität vom Heiligen Herzen in Mailand am 26. März 1966 die Priesterweihe. 1982 ging er als Missionar nach Brasilien.
Papst Johannes Paul II. ernannte ihn am 21. Januar 1998 zum Bischof von Grajaú. Die Bischofsweihe spendete ihm der Erzbischof von São Luís do Maranhão, Paulo Eduardo Andrade Ponte, am 19. März desselben Jahres; Mitkonsekratoren waren Xavier Gilles de Maupeou d’Ableiges, Bischof von Viana, und Servílio Conti IMC, emeritierter Prälat von Roraima.
Papst Franziskus nahm am 7. Dezember 2016 seinen altersbedingten Rücktritt an.